# علي أباد غلدشت
علي أباد غلدشت (بالفارسية: علی‌آباد گلدشت) هي قرية تقع في قسم دلغان الريفي (مقاطعة دلغان) في إيران. يقدر عدد سكانها بـ 128 نسمة بحسب إحصاء 2016.